# 上南戦
上南戦（じょうなんせん）は、1960年より開催されるカトリック系の上智大学と南山大学のスポーツにおける対校戦である。正式名称は「上智大学・南山大学総合対校運動競技大会」。

## 概要
東京と名古屋で隔年交互に開催され、会場校の学長が大会会長を務める。毎年6月の第1金・土・日曜日に行われるが、スキー競技のみが先陣戦として3月に行われている。30種目以上のスポーツを行い、総合成績で勝ったほうが優勝となる。スポーツの他にフォトコンテストも行われている。
応援マスコットキャラクターとして上智大にソフィアンくん（2012年誕生）、南山大にライナンくん（2009年誕生）があり、前者は2013年に上智大公式キャラクターに昇格し、後者は2022年にデザインが変更された。

## 歴史
| 上智大学真田堀グラウンド |  | 南山大学グラウンド |
| 上智大学真田堀グラウンド |  | 南山大学グラウンド |

1960年（昭和35年）に南山大で第1回大会が開催され、翌年の第2回大会から毎年6月に定期的に開催するとの正式な締結書が取り交わされた。かつては上智大の方が強く2度の5連覇があったが、2000年代は南山大が6勝4敗と盛り返した。2020年および2021年に南山大で開催予定だった第61回・第62回大会は、新型コロナウイルス感染拡大防止の観点から、2年連続での中止となった。2022年の第63回大会は南山大学を主会場として3年ぶりに開催され、17-15で上智大が勝利した。
2024年（令和6年）までの通算成績は、上智大が40勝、南山大が17勝、引き分けが6回である。

## 会場
- 上智大で開催される場合は、多くの競技は真田堀グラウンドを使用する。
- 南山大で開催される場合は、名古屋キャンパスが主会場となる。

## 競技（2015年）
- バスケットボール（男・女）
- ラクロス（男・女）
- ラグビー
- 洋弓（男・女）
- 弓道（男・女）
- 硬式庭球（男・女）
- バレーボール（男・女）
- バドミントン（男・女）
- 剣道（男・女）
- ※少林寺拳法
- ※合気道
- 柔道

- 硬式野球
- 水泳
- 準硬式野球
- 陸上競技
- アイスホッケー
- ゴルフ
- サッカー
- アメリカンフットボール
- 軟式庭球（男・女）
- 卓球（男・女）
- ハンドボール
- フェンシング

※はオープン競技として実施